# Eliten (film)
 For alternative betydninger, se Eliten (flertydig).
Eliten er en dansk dramafilm fra 2015, filmen er instrueret af Thomas Daneskov Mikkelsen.

## Medvirkende
- Nikolaj Bæk som Carl
- Ali Sivandi som Joachim
- Thomas Persson som Tim
- Mads Reuther som Michael
- Casper Morilla som Danny
- Shelly Levi som Sara
- Victoria Carmen Sonne som Asta
- Lea Gregersen som Lea
- René Lefevre som Poul
- Jonas Bergen Rahmanzadeh som Joe

## Eksterne Henvisninger
- Eliten på Internet Movie Database (engelsk)
- Eliten på Filmdatabasen
- Eliten på danskefilm.dk
- Eliten på danskfilmogtv.dk
- Eliten på Scope
- Eliten på The Movie Database (engelsk)